# Casa de William C. Whitney
La Casa de William C. Whitney  fue una mansión ubicada en 871 Quinta Avenida y 68th Street en el Upper East Side de Manhattan, Nueva York.
Originalmente fue construido para Robert L. Stuart, quien murió antes de que se completara. Luego se vendió a Amzi L. Barber antes de que pasara a ser propiedad de William C. Whitney alrededor de 1897.

## Otras lecturas
- Kathrens, Michael C. (2005). Great Houses of New York, 1880-1930. New York: Acanthus Press. p. 103. ISBN 978-0-926494-34-3.

- Datos: Q8006422
- Multimedia: William C. Whitney House / Q8006422